# ECAD

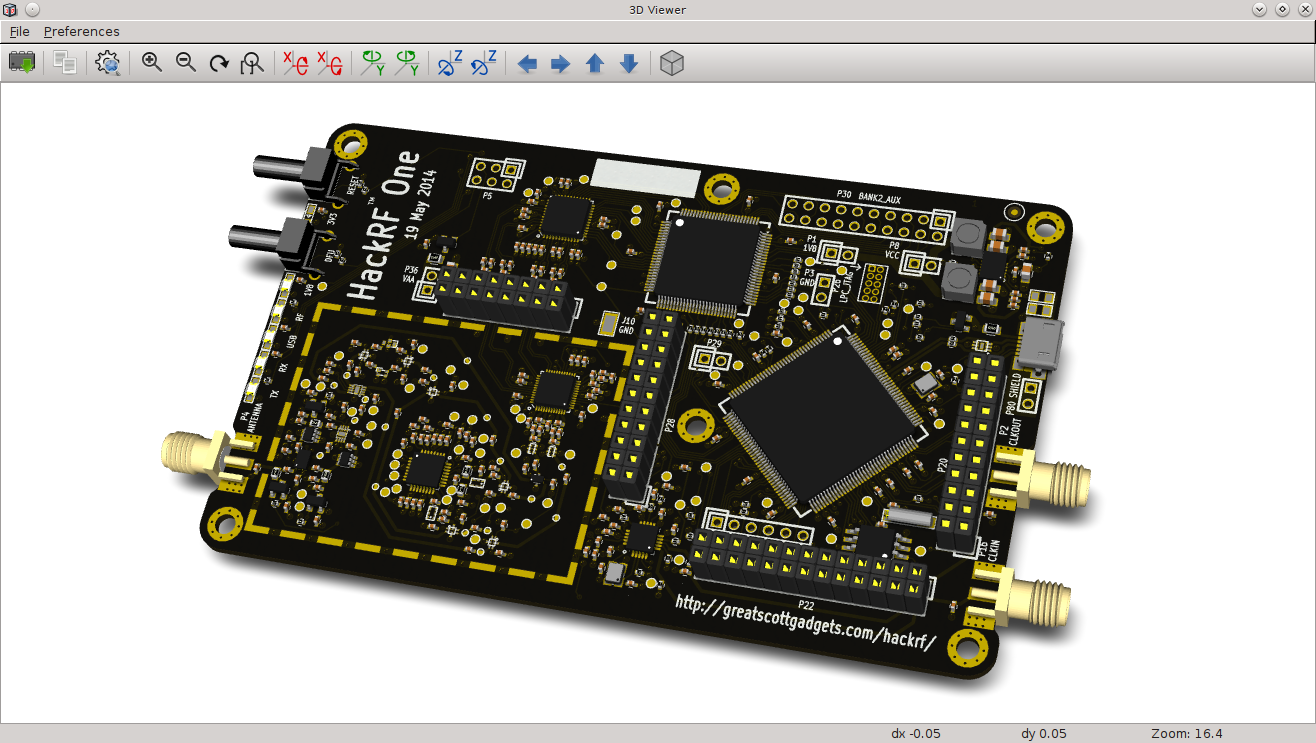
Fig.1 Exemple de programari per a disseny de PCBs

ECAD (acrònim anglès de electronic computer-aided design) és una categoria d'eines de programari per a dissenyar sistemes electrònics tals com circuits electrònics i circuits impresos o PCB.

## Història
- Els inicis (anys 70) el disseny era una tasca manual.
- Els anys 80 van suposar el començament de la comercialització de les eines ECAD.
- Actualment les eines de programari són entorns de disseny, simulació i traspàs envers les empreses de fabricació massiva.

## Programaris
Programaris de disseny IC/PCB:
- Altium Designer de l'empresa Altium.

- Orcad de l'empresa cadence.
- KiCad (programari lliure) (veveu Fig.1)
- Eagle de l'empresa CadSoft.
- Xpedition/PADS de l'empresa Mentor Graphics
- DesignSpark PCB de l'empresa RS Components.
- Synopsys : disseny d'IC
- Zuken : disseny de PCB i IC

Programaris de simulació:
- Simulacions elèctriques: tots els programaris disposen de simulador PSpice o similar.
- Simulacions tèrmiques: Hyperlinx de Mentor Graphics
- Simulacions de camps RF: HFSS de l'empresa ANSYS